# أوكوتة سنانية الأطراف
الأوكوتة السنانية الأطراف (الاسم العلمي:Ocotea lancilimba) هي نوع غير مؤكد  من النباتات تتبع جنس الأوكوتة من الفصيلة الغارية.